# گمینا کامپینوس
گمینا کامپینوس (به لهستانی:  Gmina Kampinos) یک گمینا در لهستان است که در شهرستان وارساف وست واقع شده‌است. گمینا کامپینوس ۸۴٫۲۵ کیلومتر مربع مساحت و ۴٬۲۹۱ نفر جمعیت دارد.